# チャレンジ君
『チャレンジ君』（チャレンジくん）は、荘司としお原作による日本の漫画。1980年より当時の日本国有鉄道が増収策として実施したキャンペーン「いい旅チャレンジ20,000km」を題材とした、サスペンス風の少年漫画である。
当初のタイトルは『チャレンジくん』で、全5巻の単行本として弘済出版社より出版された。
のちに大創産業のダイソーコミックシリーズとして（タイトルは『チャレンジ君』に変更）、1・2巻の内容に一部手を加えたものが「100円SHOPダイソー」にて販売された。

## あらすじ
鉄道模型が大好きな中学生・速見真吾は、美女の写真が入ったカードを拾う。それは、日本中すべての国鉄路線を踏破する企画「チャレンジ2万キロ」の認定証だった。これをきっかけに真吾は、級友の学といっしょに「チャレンジ2万キロ」に挑戦することに。横須賀線で可愛い女の子・小暮エミと知り合った真吾は、いつしか波乱の冒険行に踏み出していたのだった。

## 登場人物

### 主要人物
速見 真吾（はやみ しんご）
主人公。鉄道模型が趣味。あることがきっかけになり、チャレンジ2万キロに挑戦することとなった。年齢15歳。
真吾の家族
父・栄太郎、母・フミ、妹・サチコがいる。
小暮 エミ（こぐれ えみ）
真吾が旅先で出会った少女。真吾・学は彼女とともに彼女の実母へ会いに行く。
角野 学（すみの まなぶ）
眼鏡をかけている真吾の親友。真吾とともに旅に出る。
浅川礼乃（あさかわ あやの）
真吾が鉄道模型店で拾ったカードの持ち主。昭和36年5月26日生まれ。旅好きの女性。
拾って届けてきた真吾にも「チャレンジ2万キロ」を勧める。
旅先で再会した真吾の「エミと自分の問題における捜索」に協力する。

### その他
清水 京子（しみず きょうこ）

男谷（おたに）
真吾の担任、国語を担う。
中沢シズエ（なかざわ しずえ）
エミの実母。「中田マリ」としてクラブ歌手をやっている。エミに協力して会いに来た真吾に真吾の出生をも話す。
小暮大造（こぐれ たいぞう）
エミの育ての父親。エミと真吾の出生にかかわっているらしい。
他、大柿健次郎、アケミ、室戸勘助（刑事）、井倉大吉（いくら だいきち）が登場。

## 鉄道描写の現実との相異点
第1巻
神戸駅から岩国行き客車列車に乗る場面があるが、この時間帯に客車列車の運転は無い。しかも、牽引する電気機関車がお召し列車用のものになっている。
第2巻
急行ちどりのキハ58系に、両運転台の車両がある。
ＳＬやまぐち号の12系客車に、車内とデッキの仕切がない。
第3巻
大湊線・大畑線のキハ22・キハユニ25型の車内座席が板張りとなっている。
第5巻
西鹿児島駅で門司港行き最終列車が電車列車となっているが、実際は客車列車である。